# جوني باور
جوني باور هو لاعب هوكي الجليد كندي، ولد في 8 نوفمبر 1924 في برينس ألبرت في كندا، وتوفي في 26 ديسمبر 2017 في تورونتو في كندا بسبب ذات الرئة.

## وصلات خارجية
- جوني باور على موقع دوري الهوكي الوطني (الإنجليزية)
- جوني باور على موقع EliteProspects.com (الإنجليزية)
- جوني باور على موقع HockeyDB.com (الإنجليزية)
- جوني باور على موقع Hockey-Reference.com (الإنجليزية)
- جوني باور على موقع قاعة كندا للمشاهير الرياضية (الإنجليزية)
- جوني باور على موقع قاعة أونتاريو للمشاهير الرياضية (مؤرشف) (الإنجليزية)
- جوني باور على موقع إن إن دي بي (الإنجليزية)